# Władca lalek 7: Wspomnienia władcy lalek
Władca lalek 7: Wspomnienia władcy lalek (ang. Retro Puppet Master) – amerykański horror z 1999 roku w reżyserii Davida DeCoteau. Jest to siódma część serii i prequel filmu Władca lalek 3: Zemsta Toulona. Film wydano na rynek kina domowego.

## Fabuła
Jest rok 1944. Andre Toulon, przebywający w Niemczech, postanawia uciec do Szwajcarii. Jednak tuż przed realizacją swojego planu, postanawia wrócić do przeszłości i przypomnieć sobie wszystko, co tyczyło się jego samego, oraz historii podarowania mu sekretu o ożywiania martwych przedmiotów.

## Obsada
- Guy Rolfe – stary Toulon
- Greg Sestero – młody Toulon
- Brigitta Dau – Elsa
- Jack Donner – Afzel
- George Calin – Valentin
- Juliano Doman – Vigo
- Vlad Dulea – Douval

### Lista lalek występujących w filmie
- Blade
- Pinhead
- Leech Woman
- Jester
- Tunneler
- Six Shooter